# Hôtel Le Rebours
El hotel Le Rebours es una mansión privada ubicada en 12, rue Saint-Merri, en el 4 distrito de París . Limita al oeste con la rue Pierre-au-Lard y al este con un pasaje privado, el cul-de-sac du Bœuf.

## Historia
El arquitecto Claude Monnard lo construyó en 1624 para Jean Aubery, Maestro de Pedidos. Thierry Le Rebours adquirió el edificio en 1672. La fachada y la escalera fueron transformadas por el nuevo propietario epónimo en 1695.
Está catalogado como monumento histórico en31 juillet 199031 de julio de 1990. Es de libre acceso al público de lunes a sábado de 8 a 20 horas y los domingos de 8 a 14 horas.

## Arquitectura
Alrededor del amplio patio, las cuatro sobrias fachadas son de estilo Luis XVI. Diseñados en una simetría bien ordenada, cada uno consta de una planta baja, un primer piso iluminado por cinco hermosas y altas ventanas y un segundo piso del ático elevado sobre una enorme y poderosa cornisa moldurada. Los cinco áticos de esta segunda planta son de diferentes formas : la del medio tiene un frontón circular mientras que las dos que la flanquean tienen un frontón triangular y están a su vez abordadas por dos dianas redondeadas. La entrada al porche, del lado del patio, está rematada por una máscara de mujer, seguramente añadida durante las modificaciones del edificio de la calle.
Fue remodelado de hecho a finales del siglo XVII o principios del XVIII por el arquitecto Victor-Thierry Dailly, y presenta una fachada elegante y más ornamentada. Consta de una planta baja, un primer y un segundo piso, teniendo cada piso once ventanas. Las del primero son muy altas y están provistas de hermosos soportes de hierro forjado, mientras que las del segundo son más bajas y están provistas de un simple soporte de madera. El centro de esta fachada tiene un cuerpo de vanguardia ligeramente saliente, del cual la entrada de carruajes, con carpintería simple, forma el centro, coronada por una llave tallada que presenta la cabeza de una fauna barbuda rodeada de adornos y flores. A la derecha del pórtico, bajo el techo, una diana circular adorna el frontón triangular moldurado.
En el pasaje que conduce al patio, se puede admirar el vestíbulo y la escalera principal, cuya barandilla de hierro forjado, de rico diseño, está absolutamente intacta y sube al segundo piso. En la primera planta, el gran salón del ala oeste ha conservado un techo de vigas vistas, decorado con pinturas de guirnaldas, follajes, figuras y escudos.